# Kabuaran (Grujugan)
Kabuaran is een bestuurslaag in het regentschap Bondowoso van de provincie Oost-Java, Indonesië. Kabuaran telt 2414 inwoners (volkstelling 2010).